# 1049 Gotho
Gotho (asteroide 1049) é um asteroide da cintura principal com um diâmetro de 50,69 quilómetros, a 2,6942968 UA. Possui uma excentricidade de 0,130021 e um período orbital de 1 990,67 dias (5,45 anos).
Gotho tem uma velocidade orbital média de 16,92483402 km/s e uma inclinação de 15,07789º.
Esse asteroide foi descoberto em 14 de Setembro de 1925 por Karl Reinmuth.